# Leporillus conditor
Leporillus conditor és una espècie de mamífer rosegador de la família dels múrids. És endèmic d'Austràlia (Nova Gal·les del Sud i Queensland). El seu hàbitat natural són els matollars de plantes suculentes i semisuculentes perennifòlies. Està amenaçat per la depredació per gats i guineus. El seu nom específic, conditor, significa ‘preservador’ en llatí.